# Egglestonichthys bombylios
Egglestonichthys bombylios là một loài cá biển thuộc chi Egglestonichthys trong họ Cá bống trắng. Loài này được mô tả lần đầu tiên vào năm 1997.

## Từ nguyên
Từ định danh bombylios bắt nguồn từ bómbūx (βόμβυξ trong tiếng Hy Lạp cổ đại) nghĩa là "ong nghệ", hàm ý đề cập đến kiểu hình của loài cá này giống với loài ong nghệ, cũng như cơ thể to chắc của nó.

## Phân bố
E. bombylios ban đầu được biết đến ở ngoài khơi Lãnh thổ Bắc Úc, sau này được ghi nhận thêm tại khu vực vịnh Nha Trang–vịnh Vân Phong (Việt Nam) và bờ đông Trung Quốc.
E. bombylios được tìm thấy ở độ sâu đến ít nhất là 29 m.

## Mô tả
Mẫu định danh của E. bombylios có chiều dài chuẩn lớn nhất là 4,5 cm. Mẫu vật thu thập từ Trung Quốc có chiều dài chuẩn là 5,4 cm.
Số gai ở vây lưng: 7; Số tia ở vây lưng: 9–10; Số gai ở vây hậu môn: 1; Số tia ở vây hậu môn: 9–10; Số tia ở vây ngực: 20–22.

## Phân loại
E. bombylios có quan hệ chặt chẽ với Larsonella pumilus và chi Priolepis.